# Duits voetbalelftal (vrouwen)
Het Duits vrouwenvoetbalelftal is het voetbalteam dat Duitsland vertegenwoordigt in internationale wedstrijden. Het Duits vrouwenvoetbalelftal is het meest succesvolle nationale voetbalelftal van Europa. Acht van de twaalf edities van het EK werden door Duitsland gewonnen. Sinds de instelling van de FIFA wereldranglijst voor vrouwen in 2003 is Duitsland het enige land dat de Verenigde Staten ooit van de eerste plaats heeft verdrongen.

## Geschiedenis

### West-Duitsland
De eerste interland van een vrouwenvoetbalelftal dat West-Duitsland vertegenwoordigde werd op 23 september 1956 gespeeld in het Stadion Mathias Stinnes in Essen. Voor 18.000 toeschouwers behaalde West-Duitsland een 2–1 overwinning op Nederland. De eerste officiële interland georganiseerd door de DFB, de voetbalbond van het toenmalige West-Duitsland, vond plaats op 10 november 1982. In Koblenz zegevierde West-Duitsland met 5-1 over Zwitserland.

### DDR
Als reactie op het succes van het EK in West-Duitsland, nam de DFV, de voetbalbond van de DDR, in 1989 het initiatief tot een aantal trainingskampen voor een nationale vrouwenvoetbalselectie. Het nationale vrouwenvoetbalelftal van de DDR speelde slechts één wedstrijd. Voor 800 toeschouwers verloor het op 9 mei 1990 in Potsdam met 0-3 van Tsjechoslowakije. Na de Duitse hereniging werd de DFV op 20 november 1990 opgeheven en kwam de organisatie van het Duitse nationale elftal in handen van de DFB.

## Prestaties op eindronden

### Wereldkampioenschap
| Jaar   | Resultaat     | Wed | W  | G | V  | DV  | DT |
| ------ | ------------- | --- | -- | - | -- | --- | -- |
| 1991   | Vierde plaats | 6   | 4  | 0 | 2  | 13  | 10 |
| 1995   | Runner-up     | 6   | 4  | 0 | 2  | 13  | 6  |
| 1999   | Kwartfinale   | 4   | 1  | 2 | 1  | 12  | 7  |
| 2003   | Kampioen      | 6   | 6  | 0 | 0  | 25  | 4  |
| 2007   | Kampioen      | 6   | 5  | 1 | 0  | 21  | 0  |
| 2011   | Kwartfinale   | 4   | 3  | 0 | 1  | 7   | 4  |
| 2015   | Vierde plaats | 7   | 3  | 2 | 2  | 20  | 6  |
| 2019   | Kwartfinale   | 5   | 4  | 0 | 1  | 10  | 2  |
| / 2023 | Groepsfase    | 3   | 1  | 1 | 1  | 8   | 3  |
| Totaal | 9/9           | 47  | 31 | 6 | 10 | 129 | 42 |

### Olympische Spelen
| Jaar   | Resultaat           | Wed                 | W                   | G                   | V                   | DV                  | DT                  |
| ------ | ------------------- | ------------------- | ------------------- | ------------------- | ------------------- | ------------------- | ------------------- |
| 1996   | Eerste ronde        | 3                   | 1                   | 1                   | 1                   | 6                   | 6                   |
| 2000   | Derde plaats        | 5                   | 4                   | 0                   | 1                   | 8                   | 2                   |
| 2004   | Derde plaats        | 5                   | 4                   | 0                   | 1                   | 14                  | 3                   |
| 2008   | Derde plaats        | 6                   | 4                   | 1                   | 1                   | 7                   | 4                   |
| 2012   | Niet gekwalificeerd | Niet gekwalificeerd | Niet gekwalificeerd | Niet gekwalificeerd | Niet gekwalificeerd | Niet gekwalificeerd | Niet gekwalificeerd |
| 2016   | Kampioen            | 6                   | 4                   | 1                   | 1                   | 14                  | 6                   |
| 2020   | Niet gekwalificeerd | Niet gekwalificeerd | Niet gekwalificeerd | Niet gekwalificeerd | Niet gekwalificeerd | Niet gekwalificeerd | Niet gekwalificeerd |
| Totaal | 5/6                 | 25                  | 17                  | 3                   | 5                   | 49                  | 21                  |

### Europees kampioenschap
| Jaar   | Resultaat           | Wed                 | W                   | G                   | V                   | DV                  | DT                  |
| ------ | ------------------- | ------------------- | ------------------- | ------------------- | ------------------- | ------------------- | ------------------- |
| 1984   | Niet gekwalificeerd | Niet gekwalificeerd | Niet gekwalificeerd | Niet gekwalificeerd | Niet gekwalificeerd | Niet gekwalificeerd | Niet gekwalificeerd |
| 1987   | Niet gekwalificeerd | Niet gekwalificeerd | Niet gekwalificeerd | Niet gekwalificeerd | Niet gekwalificeerd | Niet gekwalificeerd | Niet gekwalificeerd |
| 1989   | Kampioen            | 3                   | 2                   | 1                   | 0                   | 8                   | 3                   |
| 1991   | Kampioen            | 3                   | 3                   | 0                   | 0                   | 12                  | 2                   |
| 1993   | Vierde plaats       | 3                   | 1                   | 1                   | 1                   | 9                   | 4                   |
| 1995   | Kampioen            | 3                   | 3                   | 0                   | 0                   | 14                  | 4                   |
| 1997   | Kampioen            | 5                   | 3                   | 2                   | 0                   | 6                   | 1                   |
| 2001   | Kampioen            | 5                   | 5                   | 0                   | 0                   | 13                  | 1                   |
| 2005   | Kampioen            | 5                   | 5                   | 0                   | 0                   | 15                  | 2                   |
| 2009   | Kampioen            | 6                   | 6                   | 0                   | 0                   | 21                  | 5                   |
| 2013   | Kampioen            | 6                   | 4                   | 1                   | 1                   | 6                   | 1                   |
| 2017   | Kwartfinale         | 4                   | 2                   | 1                   | 1                   | 5                   | 3                   |
| 2022   | Tweede              | 6                   | 5                   | 0                   | 1                   | 14                  | 3                   |
| 2025   | Halve finale        | 5                   | 3                   | 0                   | 2                   | 6                   | 7                   |
| Totaal | 12/14               | 54                  | 42                  | 6                   | 6                   | 129                 | 36                  |

## FIFA-wereldranglijst
Betreft klassering aan het einde van het jaar
| 2003 | 2004 | 2005 | 2006 | 2007 | 2008 | 2009 | 2010 | 2011 | 2012 | 2013 | 2014 | 2015 | 2016 | 2017 | 2018 | 2019 | 2020 | 2021 | 2022 |
| ---- | ---- | ---- | ---- | ---- | ---- | ---- | ---- | ---- | ---- | ---- | ---- | ---- | ---- | ---- | ---- | ---- | ---- | ---- | ---- |
| 1    | 1    | 1    | 1    | 1    | 2    | 2    | 2    | 2    | 2    | 2    | 1    | 2    | 2    | 2    | 2    | 2    | 2    | 3    | 2    |

## Selecties

### Huidige selectie
Interlandselectie voor de WK-kwalificatiewedstrijden tegen Turkije (26 november 2021) en Portugal (30 november 2021)
|                                      |                            |      |        |                     |        |
|                                      |                            |      |        |                     |        |
|                                      |                            |      |        |                     |        |
| Nr.                                  | Naam                       | Wed. | Dlpnt. | Club                | Debuut |
| Doel                                 |                            |      |        |                     |        |
| 21                                   | Ann-Katrin Berger 34 jaar  | 2    | 0      | Chelsea             | 2009   |
| 1                                    | Merle Frohms 30 jaar       | 22   | 0      | Eintracht Frankfurt | 2018   |
| 12                                   | Almuth Schult 34 jaar      | 64   | 0      | VfL Wolfsburg       | 2012   |
| Verdediging                          |                            |      |        |                     |        |
| 8                                    | Jana Feldkamp 27 jaar      | 8    | 0      | TSG 1899 Hoffenheim | 2021   |
| 15                                   | Giulia Gwinn 26 jaar       | 21   | 3      | FC Bayern München   | 2017   |
| 5                                    | Marina Hegering 35 jaar    | 19   | 3      | FC Bayern München   | 2019   |
| 3                                    | Kathrin Hendrich 33 jaar   | 44   | 5      | VfL Wolfsburg       | 2014   |
| –                                    | Sophia Kleinherne 25 jaar  | 12   | 0      | Eintracht Frankfurt | 2019   |
| –                                    | Sjoeke Nüsken 24 jaar      | 9    | 2      | Eintracht Frankfurt | 2021   |
| 6                                    | Lena Oberdorf 23 jaar      | 23   | 2      | VfL Wolfsburg       | 2019   |
| 4                                    | Maximiliane Rall 31 jaar   | 4    | 0      | FC Bayern München   | 2018   |
| 17                                   | Felicitas Rauch 29 jaar    | 18   | 2      | VfL Wolfsburg       | 2015   |
| Middenveld/Aanval                    |                            |      |        |                     |        |
| 2                                    | Jule Brand 22 jaar         | 10   | 4      | TSG 1899 Hoffenheim | 2021   |
| 19                                   | Klara Bühl 24 jaar         | 19   | 8      | FC Bayern München   | 2019   |
| 13                                   | Sara Däbritz 30 jaar       | 82   | 17     | Paris Saint-Germain | 2013   |
| 16                                   | Linda Dallmann 30 jaar     | 40   | 11     | FC Bayern München   | 2016   |
| 11                                   | Laura Freigang 27 jaar     | 10   | 9      | Eintracht Frankfurt | 2020   |
| 9                                    | Svenja Huth 34 jaar        | 63   | 13     | VfL Wolfsburg       | 2011   |
| 14                                   | Lena Lattwein 25 jaar      | 16   | 0      | VfL Wolfsburg       | 2018   |
| 18                                   | Melanie Leupolz 31 jaar    | 75   | 13     | FC Chelsea          | 2013   |
| 20                                   | Lina Magull 30 jaar        | 54   | 17     | FC Bayern München   | 2015   |
| –                                    | Dzsenifer Marozsán 33 jaar | 109  | 33     | OL Reign            | 2010   |
| 22                                   | Lena Petermann 31 jaar     | 21   | 5      | Montpellier HSC     | 2018   |
| 7                                    | Lea Schüller 27 jaar       | 34   | 23     | FC Bayern München   | 2017   |
| 23                                   | Tabea Sellner 28 jaar      | 13   | 4      | TSG 1899 Hoffenheim | 2020   |
| Bondscoach: Martina Voss-Tecklenburg |                            |      |        |                     |        |

### Wereldkampioenschap
| Selectie van Duitsland bij het Wereldkampioenschap 1991 | Selectie van Duitsland bij het Wereldkampioenschap 1991 | Selectie van Duitsland bij het Wereldkampioenschap 1991 | Selectie van Duitsland bij het Wereldkampioenschap 1991 | Selectie van Duitsland bij het Wereldkampioenschap 1991 |
| ------------------------------------------------------- | ------------------------------------------------------- | ------------------------------------------------------- | ------------------------------------------------------- | ------------------------------------------------------- |
|                                                         |                                                         |                                                         |                                                         |                                                         |
|                                                         |                                                         |                                                         |                                                         |                                                         |
|                                                         |                                                         |                                                         |                                                         |                                                         |
| №                                                       | Naam                                                    | Wed.                                                    | Dlpnt.                                                  | Club                                                    |
| Doel                                                    |                                                         |                                                         |                                                         |                                                         |
| 1                                                       | Marion Isbert                                           |                                                         |                                                         | TSV Siegen                                              |
| 12                                                      | Elke Walther                                            |                                                         |                                                         | VfL Sindelfingen                                        |
| Verdediging                                             |                                                         |                                                         |                                                         |                                                         |
| 2                                                       | Britta Unsleber                                         |                                                         |                                                         | FSV Frankfurt                                           |
| 3                                                       | Birgitt Austermühl                                      |                                                         |                                                         | TSV Battenberg                                          |
| 4                                                       | Jutta Nardenbach                                        |                                                         |                                                         | TSV Siegen                                              |
| 5                                                       | Doris Fitschen                                          |                                                         |                                                         | Eintracht Wolfsburg                                     |
| 6                                                       | Frauke Kuhlmann                                         |                                                         |                                                         | Schmalfelder SV                                         |
| 15                                                      | Christine Paul                                          |                                                         |                                                         | Wacker München                                          |
| Middenveld                                              |                                                         |                                                         |                                                         |                                                         |
| 7                                                       | Martina Voss                                            |                                                         |                                                         | TSV Siegen                                              |
| 8                                                       | Bettina Wiegmann                                        |                                                         |                                                         | Grün-Weiß Brauweiler                                    |
| 10                                                      | Silvia Neid                                             |                                                         |                                                         | TSV Siegen                                              |
| 11                                                      | Beate Wendt                                             |                                                         |                                                         | SC Poppenbüttel                                         |
| 13                                                      | Roswitha Bindl                                          |                                                         |                                                         | Wacker München                                          |
| 14                                                      | Petra Damm                                              |                                                         |                                                         | Eintracht Wolfsburg                                     |
| 17                                                      | Sandra Hengst                                           |                                                         |                                                         | KBC Duisburg                                            |
| Aanval                                                  |                                                         |                                                         |                                                         |                                                         |
| 9                                                       | Heidi Mohr                                              |                                                         |                                                         | TuS Niederkirchen                                       |
| 16                                                      | Gudrun Gottschlich                                      |                                                         |                                                         | KBC Duisburg                                            |
| 18                                                      | Michaela Kubat                                          |                                                         |                                                         | Grün-Weiß Brauweiler                                    |
| Bondscoach: Gero Bisanz                                 |                                                         |                                                         |                                                         |                                                         |

| Selectie van Duitsland bij het Wereldkampioenschap 2007 | Selectie van Duitsland bij het Wereldkampioenschap 2007 | Selectie van Duitsland bij het Wereldkampioenschap 2007 | Selectie van Duitsland bij het Wereldkampioenschap 2007 | Selectie van Duitsland bij het Wereldkampioenschap 2007 |
| ------------------------------------------------------- | ------------------------------------------------------- | ------------------------------------------------------- | ------------------------------------------------------- | ------------------------------------------------------- |
|                                                         |                                                         |                                                         |                                                         |                                                         |
|                                                         |                                                         |                                                         |                                                         |                                                         |
|                                                         |                                                         |                                                         |                                                         |                                                         |
| №                                                       | Naam                                                    | Wed.                                                    | Dlpnt.                                                  | Club                                                    |
| Doel                                                    |                                                         |                                                         |                                                         |                                                         |
| 1                                                       | Nadine Angerer                                          |                                                         |                                                         | 1. FFC Turbine Potsdam                                  |
| 12                                                      | Ursula Holl                                             |                                                         |                                                         | SC 07 Bad Neuenahr                                      |
| 21                                                      | Silke Rottenberg                                        |                                                         |                                                         | 1. FFC Frankfurt                                        |
| Verdediging                                             |                                                         |                                                         |                                                         |                                                         |
| 2                                                       | Kerstin Stegemann                                       |                                                         |                                                         | SG Wattenscheid 09                                      |
| 3                                                       | Saskia Bartusiak                                        |                                                         |                                                         | 1. FFC Frankfurt                                        |
| 4                                                       | Babett Peter                                            |                                                         |                                                         | 1. FFC Turbine Potsdam                                  |
| 5                                                       | Annike Krahn                                            |                                                         |                                                         | FCR 2001 Duisburg                                       |
| 6                                                       | Linda Bresonik                                          |                                                         |                                                         | SG Essen-Schönebeck                                     |
| 13                                                      | Sandra Minnert                                          |                                                         |                                                         | SC 07 Bad Neuenahr                                      |
| 15                                                      | Sonja Fuss                                              |                                                         |                                                         | FCR 2001 Duisburg                                       |
| 17                                                      | Ariane Hingst                                           |                                                         |                                                         | Djurgårdens IF                                          |
| Middenveld                                              |                                                         |                                                         |                                                         |                                                         |
| 7                                                       | Melanie Behringer                                       |                                                         |                                                         | SC Freiburg                                             |
| 10                                                      | Renate Lingor                                           |                                                         |                                                         | 1. FFC Frankfurt                                        |
| 14                                                      | Simone Laudehr                                          |                                                         |                                                         | FCR 2001 Duisburg                                       |
| 18                                                      | Kerstin Garefrekes                                      |                                                         |                                                         | 1. FFC Frankfurt                                        |
| 19                                                      | Fatmire Alushi                                          |                                                         |                                                         | FCR 2001 Duisburg                                       |
| Aanval                                                  |                                                         |                                                         |                                                         |                                                         |
| 8                                                       | Sandra Smisek                                           |                                                         |                                                         | 1. FFC Frankfurt                                        |
| 9                                                       | Birgit Prinz                                            |                                                         |                                                         | 1. FFC Frankfurt                                        |
| 11                                                      | Anja Mittag                                             |                                                         |                                                         | 1. FFC Turbine Potsdam                                  |
| 16                                                      | Martina Müller                                          |                                                         |                                                         | VfL Wolfsburg                                           |
| 20                                                      | Petra Wimbersky                                         |                                                         |                                                         | 1. FFC Frankfurt                                        |
| Bondscoach: Silvia Neid                                 |                                                         |                                                         |                                                         |                                                         |

| Selectie van Duitsland bij het Wereldkampioenschap 2011 | Selectie van Duitsland bij het Wereldkampioenschap 2011 | Selectie van Duitsland bij het Wereldkampioenschap 2011 | Selectie van Duitsland bij het Wereldkampioenschap 2011 | Selectie van Duitsland bij het Wereldkampioenschap 2011 |
| ------------------------------------------------------- | ------------------------------------------------------- | ------------------------------------------------------- | ------------------------------------------------------- | ------------------------------------------------------- |
|                                                         |                                                         |                                                         |                                                         |                                                         |
|                                                         |                                                         |                                                         |                                                         |                                                         |
|                                                         |                                                         |                                                         |                                                         |                                                         |
| №                                                       | Naam                                                    | Wed.                                                    | Dlpnt.                                                  | Club                                                    |
| Doel                                                    |                                                         |                                                         |                                                         |                                                         |
| 1                                                       | Nadine Angerer                                          |                                                         |                                                         | 1. FFC Frankfurt                                        |
| 12                                                      | Ursula Holl                                             |                                                         |                                                         | SG Essen-Schönebeck                                     |
| 21                                                      | Almuth Schult                                           |                                                         |                                                         | SC 07 Bad Neuenahr                                      |
| Verdediging                                             |                                                         |                                                         |                                                         |                                                         |
| 2                                                       | Bianca Schmidt                                          |                                                         |                                                         | 1. FFC Turbine Potsdam                                  |
| 3                                                       | Saskia Bartusiak                                        |                                                         |                                                         | 1. FFC Frankfurt                                        |
| 4                                                       | Babett Peter                                            |                                                         |                                                         | 1. FFC Turbine Potsdam                                  |
| 5                                                       | Annike Krahn                                            |                                                         |                                                         | FCR 2001 Duisburg                                       |
| 10                                                      | Linda Bresonik                                          |                                                         |                                                         | FCR 2001 Duisburg                                       |
| 15                                                      | Verena Faißt                                            |                                                         |                                                         | VfL Wolfsburg                                           |
| 20                                                      | Lena Goeßling                                           |                                                         |                                                         | VfL Wolfsburg                                           |
| Middenveld                                              |                                                         |                                                         |                                                         |                                                         |
| 6                                                       | Simone Laudehr                                          |                                                         |                                                         | FCR 2001 Duisburg                                       |
| 7                                                       | Melanie Behringer                                       |                                                         |                                                         | 1. FFC Frankfurt                                        |
| 13                                                      | Célia Šašić                                             |                                                         |                                                         | SC 07 Bad Neuenahr                                      |
| 14                                                      | Kim Kulig-Soyah                                         |                                                         |                                                         | 1. FFC Frankfurt                                        |
| 17                                                      | Ariane Hingst                                           |                                                         |                                                         | 1. FFC Frankfurt                                        |
| 18                                                      | Kerstin Garefrekes                                      |                                                         |                                                         | 1. FFC Frankfurt                                        |
| 19                                                      | Fatmire Alushi                                          |                                                         |                                                         | 1. FFC Frankfurt                                        |
| Aanval                                                  |                                                         |                                                         |                                                         |                                                         |
| 8                                                       | Inka Grings                                             |                                                         |                                                         | FCR 2001 Duisburg                                       |
| 9                                                       | Birgit Prinz                                            |                                                         |                                                         | 1. FFC Frankfurt                                        |
| 11                                                      | Alexandra Popp                                          |                                                         |                                                         | FCR 2001 Duisburg                                       |
| 16                                                      | Martina Müller                                          |                                                         |                                                         | VfL Wolfsburg                                           |
| Bondscoach: Silvia Neid                                 |                                                         |                                                         |                                                         |                                                         |

| Selectie van Duitsland bij het Wereldkampioenschap 2015 | Selectie van Duitsland bij het Wereldkampioenschap 2015 | Selectie van Duitsland bij het Wereldkampioenschap 2015 | Selectie van Duitsland bij het Wereldkampioenschap 2015 | Selectie van Duitsland bij het Wereldkampioenschap 2015 |
| ------------------------------------------------------- | ------------------------------------------------------- | ------------------------------------------------------- | ------------------------------------------------------- | ------------------------------------------------------- |
|                                                         |                                                         |                                                         |                                                         |                                                         |
|                                                         |                                                         |                                                         |                                                         |                                                         |
|                                                         |                                                         |                                                         |                                                         |                                                         |
| №                                                       | Naam                                                    | Wed.                                                    | Dlpnt.                                                  | Club                                                    |
| Doel                                                    |                                                         |                                                         |                                                         |                                                         |
| 1                                                       | Nadine Angerer                                          | 140                                                     | 0                                                       | Portland Thorns FC                                      |
| 12                                                      | Almuth Schult                                           | 20                                                      | 0                                                       | VfL Wolfsburg                                           |
| 21                                                      | Laura Benkarth                                          | 0                                                       | 0                                                       | SC Freiburg                                             |
| Verdediging                                             |                                                         |                                                         |                                                         |                                                         |
| 2                                                       | Bianca Schmidt                                          | 48                                                      | 3                                                       | 1. FFC Frankfurt                                        |
| 3                                                       | Saskia Bartusiak                                        | 81                                                      | 1                                                       | 1. FFC Frankfurt                                        |
| 4                                                       | Leonie Maier                                            | 26                                                      | 3                                                       | FC Bayern München                                       |
| 5                                                       | Annike Krahn                                            | 118                                                     | 5                                                       | Paris Saint-Germain                                     |
| 14                                                      | Babett Peter                                            | 89                                                      | 4                                                       | VfL Wolfsburg                                           |
| 15                                                      | Jennifer Cramer                                         | 21                                                      | 0                                                       | 1. FFC Turbine Potsdam                                  |
| 17                                                      | Josephine Henning                                       | 25                                                      | 0                                                       | Paris Saint-Germain                                     |
| 22                                                      | Tabea Kemme                                             | 14                                                      | 0                                                       | 1. FFC Turbine Potsdam                                  |
| Middenveld                                              |                                                         |                                                         |                                                         |                                                         |
| 6                                                       | Simone Laudehr                                          | 89                                                      | 25                                                      | 1. FFC Frankfurt                                        |
| 7                                                       | Melanie Behringer                                       | 105                                                     | 27                                                      | FC Bayern München                                       |
| 9                                                       | Lena Lotzen                                             | 22                                                      | 4                                                       | FC Bayern München                                       |
| 10                                                      | Dzsenifer Marozsán                                      | 48                                                      | 25                                                      | 1. FFC Frankfurt                                        |
| 16                                                      | Melanie Leupolz                                         | 29                                                      | 5                                                       | FC Bayern München                                       |
| 20                                                      | Lena Goeßling                                           | 73                                                      | 8                                                       | VfL Wolfsburg                                           |
| 23                                                      | Sara Däbritz                                            | 17                                                      | 1                                                       | SC Freiburg                                             |
| Aanval                                                  |                                                         |                                                         |                                                         |                                                         |
| 8                                                       | Pauline Bremer                                          | 5                                                       | 0                                                       | 1. FFC Turbine Potsdam                                  |
| 11                                                      | Anja Mittag                                             | 121                                                     | 36                                                      | FC Rosengård                                            |
| 13                                                      | Célia Šašić                                             | 105                                                     | 60                                                      | 1. FFC Frankfurt                                        |
| 18                                                      | Alexandra Popp                                          | 55                                                      | 28                                                      | VfL Wolfsburg                                           |
| 19                                                      | Lena Petermann                                          | 3                                                       | 0                                                       | SC Freiburg                                             |
| Bondscoach: Silvia Neid                                 |                                                         |                                                         |                                                         |                                                         |

| Selectie van Duitsland bij het Wereldkampioenschap 2019 | Selectie van Duitsland bij het Wereldkampioenschap 2019 | Selectie van Duitsland bij het Wereldkampioenschap 2019 | Selectie van Duitsland bij het Wereldkampioenschap 2019 | Selectie van Duitsland bij het Wereldkampioenschap 2019 |
| ------------------------------------------------------- | ------------------------------------------------------- | ------------------------------------------------------- | ------------------------------------------------------- | ------------------------------------------------------- |
|                                                         |                                                         |                                                         |                                                         |                                                         |
|                                                         |                                                         |                                                         |                                                         |                                                         |
|                                                         |                                                         |                                                         |                                                         |                                                         |
| №                                                       | Naam                                                    | Wed.                                                    | Dlpnt.                                                  | Club                                                    |
| Doel                                                    |                                                         |                                                         |                                                         |                                                         |
| 1                                                       | Almuth Schult                                           | 5                                                       | −2                                                      | VfL Wolfsburg                                           |
| 12                                                      | Laura Benkarth                                          | 0                                                       | 0                                                       | FC Bayern München                                       |
| 21                                                      | Merle Frohms                                            | 0                                                       | 0                                                       | SC Freiburg                                             |
| Verdediging                                             |                                                         |                                                         |                                                         |                                                         |
| 2                                                       | Carolin Simon                                           | 4                                                       | 0                                                       | Olympique Lyonnais                                      |
| 3                                                       | Kathrin Hendrich                                        | 2                                                       | 0                                                       | FC Bayern München                                       |
| 4                                                       | Leonie Maier                                            | 1                                                       | 0                                                       | FC Bayern München                                       |
| 5                                                       | Marina Hegering                                         | 5                                                       | 0                                                       | SGS Essen                                               |
| 8                                                       | Lena Goeßling                                           | 1                                                       | 0                                                       | VfL Wolfsburg                                           |
| 14                                                      | Johanna Elsig                                           | 0                                                       | 0                                                       | 1. FFC Turbine Potsdam                                  |
| 15                                                      | Giulia Gwinn                                            | 5                                                       | 1                                                       | SC Freiburg                                             |
| 17                                                      | Verena Schweers                                         | 3                                                       | 0                                                       | FC Bayern München                                       |
| 23                                                      | Sara Doorsoun-Khajeh                                    | 5                                                       | 0                                                       | VfL Wolfsburg                                           |
| Middenveld                                              |                                                         |                                                         |                                                         |                                                         |
| 6                                                       | Lena Oberdorf                                           | 3                                                       | 0                                                       | SGS Essen                                               |
| 9                                                       | Svenja Huth                                             | 5                                                       | 0                                                       | 1. FFC Turbine Potsdam                                  |
| 10                                                      | Dzsenifer Marozsán                                      | 2                                                       | 0                                                       | Olympique Lyonnais                                      |
| 13                                                      | Sara Däbritz                                            | 5                                                       | 3                                                       | FC Bayern München                                       |
| 16                                                      | Linda Dallmann                                          | 2                                                       | 0                                                       | SGS Essen                                               |
| 18                                                      | Melanie Leupolz                                         | 4                                                       | 1                                                       | FC Bayern München                                       |
| 20                                                      | Lina Magull                                             | 4                                                       | 2                                                       | SC Freiburg                                             |
| 22                                                      | Turid Knaak                                             | 0                                                       | 0                                                       | SGS Essen                                               |
| Aanval                                                  |                                                         |                                                         |                                                         |                                                         |
| 7                                                       | Lea Schüller                                            | 4                                                       | 1                                                       | SGS Essen                                               |
| 11                                                      | Alexandra Popp                                          | 5                                                       | 2                                                       | VfL Wolfsburg                                           |
| 19                                                      | Klara Bühl                                              | 3                                                       | 0                                                       | SGS Essen                                               |
| Bondscoach: Martina Voss-Tecklenburg                    |                                                         |                                                         |                                                         |                                                         |

### Europees Kampioenschap
| Selectie van Duitsland bij het Europees kampioenschap 2017 | Selectie van Duitsland bij het Europees kampioenschap 2017 | Selectie van Duitsland bij het Europees kampioenschap 2017 | Selectie van Duitsland bij het Europees kampioenschap 2017 | Selectie van Duitsland bij het Europees kampioenschap 2017 |
| ---------------------------------------------------------- | ---------------------------------------------------------- | ---------------------------------------------------------- | ---------------------------------------------------------- | ---------------------------------------------------------- |
|                                                            |                                                            |                                                            |                                                            |                                                            |
|                                                            |                                                            |                                                            |                                                            |                                                            |
|                                                            |                                                            |                                                            |                                                            |                                                            |
| №                                                          | Naam                                                       | Wed.                                                       | Dlpnt.                                                     | Club                                                       |
| Doel                                                       |                                                            |                                                            |                                                            |                                                            |
| 1                                                          | Almuth Schult                                              | 4                                                          | - 3                                                        | VfL Wolfsburg                                              |
| 12                                                         | Laura Benkarth                                             | 0                                                          | 0                                                          | SC Freiburg                                                |
| 21                                                         | Lisa Weiß                                                  | 0                                                          | 0                                                          | SGS Essen                                                  |
| Verdediging                                                |                                                            |                                                            |                                                            |                                                            |
| 2                                                          | Josephine Henning                                          | 2                                                          | 1                                                          | Olympique Lyonnais                                         |
| 3                                                          | Kathrin Hendrich                                           | 1                                                          | 0                                                          | 1. FFC Frankfurt                                           |
| 4                                                          | Leonie Maier                                               | 2                                                          | 0                                                          | FC Bayern München                                          |
| 5                                                          | Babett Peter                                               | 3                                                          | 2                                                          | VfL Wolfsburg                                              |
| 6                                                          | Kristin Demann                                             | 4                                                          | 0                                                          | FC Bayern München                                          |
| 7                                                          | Carolin Simon                                              | 2                                                          | 0                                                          | SC Freiburg                                                |
| 14                                                         | Anna Blässe                                                | 3                                                          | 0                                                          | VfL Wolfsburg                                              |
| 17                                                         | Isabel Kerschowski                                         | 2                                                          | 1                                                          | VfL Wolfsburg                                              |
| Middenveld                                                 |                                                            |                                                            |                                                            |                                                            |
| 8                                                          | Lena Goeßling                                              | 2                                                          | 0                                                          | VfL Wolfsburg                                              |
| 10                                                         | Dzsenifer Marozsán                                         | 4                                                          | 1                                                          | Olympique Lyonnais                                         |
| 13                                                         | Sara Däbritz                                               | 4                                                          | 0                                                          | FC Bayern München                                          |
| 15                                                         | Sara Doorsoun                                              | 2                                                          | 0                                                          | SGS Essen                                                  |
| 16                                                         | Linda Dallmann                                             | 2                                                          | 0                                                          | SGS Essen                                                  |
| 22                                                         | Tabea Kemme                                                | 1                                                          | 0                                                          | 1. FFC Turbine Potsdam                                     |
| Aanval                                                     |                                                            |                                                            |                                                            |                                                            |
| 9                                                          | Mandy Islacker                                             | 4                                                          | 0                                                          | FC Bayern München                                          |
| 11                                                         | Anja Mittag                                                | 3                                                          | 0                                                          | FC Rosengård                                               |
| 18                                                         | Lena Petermann                                             | 2                                                          | 0                                                          | SC Freiburg                                                |
| 19                                                         | Svenja Huth                                                | 1                                                          | 0                                                          | 1. FFC Turbine Potsdam                                     |
| 20                                                         | Lina Magull                                                | 4                                                          | 0                                                          | SC Freiburg                                                |
| 23                                                         | Hasret Kayikçi                                             | 2                                                          | 0                                                          | SC Freiburg                                                |
| Bondscoach: Steffi Jones                                   |                                                            |                                                            |                                                            |                                                            |